# Васильева, Дарья Сергеевна
Да́рья Серге́евна Васи́льева (в девичестве — Само́хина, род. 12 августа 1992 года, Тольятти) — российская гандболистка, мастер спорта России международного класса, серебряный призёр чемпионата Европы 2018 года в составе национальной сборной России. Лучший бомбардир сборной России на чемпионате мира 2017 года.

## Биография
Родилась в Тольятти. С 10 лет занималась гандболом в местной СДЮСШОР № 2 «Гандбол», первым тренером был Сергей Михайлович Воевода. С 2007 года игрок гандбольного клуба «Лада». Летом 2017 года перешла в «Астраханочку».
Была замужем, муж Владимир. В 2014 году окончила Тольяттинский государственный университет. В 2020 году родила ребёнка от гандболиста Дениса Васильева.
В декабре 2017 года Самохина была основным левый крайним сборной России на чемпионате мира 2017 года в Германии. В 7 матчах турнира Дарья забросила 32 мяча (после 39 бросков), в том числе реализовав 10 из 10 семиметровых. Самохина стала лучшим бомбардиром сборной на турнире.
На чемпионате Европы 2018 года во Франции Самохина в 8 матчах забросила 28 мячей (после 47 бросков), в том числе 14 семиметровых (после 23 бросков). Сборная России заняла второе место, уступив в финале Франции.
На чемпионате Европы 2020 года в Дании забросила 17 мячей (после 24 бросков) в 7 матчах, в том числе 12 из 15 семиметровых. Сборная России заняла пятое место.
Пропустила сезон 2021/22 из-за декретной паузы. Вернулась на площадку в сентябре 2022 года. В сезоне 2022/23 провела 14 матчей и забросила 64 мяча. В январе 2023 года расторгла контракт с «Астраханочкой» по взаимному соглашению сторон. Причиной стала травма спины.
Замужем за российским гандболистом Денисом Васильевым.

## Достижения
- Серебряный призёр Кубка России 2015;
- бронзовый призёр кубка России 2013, 2014;
- серебряный призёр чемпионата России 2014, 2015;
- бронзовый призёр чемпионата России 2016;
- обладательница кубка ЕГФ 2014.
- Серебряный призёр чемпионата Европы 2018 года